# Glossosoma spoliatum
Glossosoma spoliatum là một loài Trichoptera trong họ Glossosomatidae. Chúng phân bố ở miền Cổ bắc.